# یواس‌اس باربیکان (ای‌سی‌ام-۵)
یواس‌اس باربیکان (ای‌سی‌ام-۵) (به انگلیسی: USS Barbican (ACM-5)) یک کشتی بود که طول آن ۱۸۸ فوت ۲ اینچ (۵۷٫۳۵ متر) بود. این کشتی در سال ۱۹۴۲ ساخته شد.